# Sapszon Bálint
Sapszon Bálint (Budapest, 1981. –) magyar zenei rendező, zeneszerző, hangszerelő, jazz zenész, a világhírű Budapest Scoring zenei produkciós cég alapítója. Számos nagy sikerű film, televíziós sorozat és videójáték zenei munkálataiban vett részt, köztük a többszörösen díjazott Élősködők és a globális sikert arató Nyerd meg az életed című sorozat zenéjének szerzésében, hangszerelésében és felvételében.

## Biográfia
1981-ben született Budapesten, és már hároméves korában megkezdte zenei tanulmányait Forrai Katalin zeneóvodájában. Ezt követően a Kodály Zoltán Magyar Kórusiskola tanulója lett, majd a Bartók Béla Zeneművészeti Szakközépiskolában szolfézs–zeneelmélet és karvezetés szakon tanult. Gyermekkora óta aktív kórusénekes volt: gyermekkarokban, fiúkórusban és vegyeskarokban egyaránt énekelt.
Zongoratanulmányait a Kőbányai Zenei Stúdióban folytatta, olyan neves tanárok irányítása mellett, mint Fogarasi János, László Attila és Fekete-Kovács Kornél. 2006-ban diplomázott a Liszt Ferenc Zeneművészeti Egyetem jazz-zeneszerzés, hangszerelés és zeneelmélet szakán, ahol mestere Oláh Kálmán volt.

## Pályafutása
A hazai jazz élet aktív szereplője, különösen a Budapest Jazz Orchestra állandó szerzőjeként és hangszerelőjeként ismert. Emellett a 2000-es évek végén megalapította a Budapest Scoring nevű zenei produkciós céget, amely nemzetközi film- és televíziós projektek zenei munkálataiban vesz részt. A cég célja a hollywoodi igények összehangolása a magyar zenészek és technikusok kiváló tudásával.
A Budapest Scoring közreműködött olyan jelentős produkciókban, mint az Élősködők, vagy a Nyerd meg az életed. Utóbbi esetében nemcsak hangszerelőként, hanem zenei rendezőként is közreműködött, a magyar zenészek által játszott részletek mellett a jelenetekhez komponált új hangszerelések és adaptációk is az ő nevéhez fűződnek. A klasszikus darabokat Illényi Péter vezényelte, a felvételek helyszínei pedig a budapesti Hungaroton és Pannónia stúdiók voltak.

## Nemzetközi tevékenysége
2007 óta Los Angelesben él, ahol a Kaliforniai Egyetem elvégzése után indította el hollywoodi karrierjét. A Budapest Scoring révén több száz nemzetközi produkcióval működött együtt, köztük nagyjátékfilmekkel, televíziós sorozatokkal, reklámokkal és videojátékokkal.